# Jēkabpils
Jēkabpils (niem. Jakobstadt, pol. Jakubowo, Jakubów lub Jakobsztat) – miasto w południowej części Łotwy, siedziba novadsu, położone nad rzeką Dźwiną, po obu jej stronach, podzielone między Łatgalię (brzeg prawy) i Selonię (brzeg lewy), 9. według liczby mieszkańców miasto Łotwy, 26 965 mieszkańców (2004). Jēkabpils leży przy drodze krajowej nr 6 łączącej Rygę z Dyneburgiem. Miasto pełni głównie funkcje przemysłowe i handlowe.
Znajduje się tu stacja kolejowa Krustpils, węzeł linii Ryga - Dyneburg i Jełgawa - Rzeżyca.

## Historia
Na terenach obecnego Jēkabpilsu w 1237 zakon kawalerów mieczowych wzniósł zamek Kreutzburg. Wykopaliska archeologiczne na terenie dawnego zamku potwierdzają, że w tym miejscu istniało dawniej centrum handlu i osada plemienia Łatgalów, jednego ze szczepów, od których wywodzą się Łotysze. Wokół zamku rozwinęła się osada Krustpilis. Podczas wojen polsko-szwedzkich w XVII wieku była ona często niszczona, jednak zawsze odbudowywana. W XVII wieku na tereny te przybyli z Rosji starowiercy. Prawa miejskie Jēkabpils otrzymał w 1670 od księcia Kurlandii i Semigalii Jakuba Kettlera. Z założeniem miasta wiąże się legenda o rysiu spotkanym w tych lasach przez księcia. Do dziś w herbie Jēkabpilsu widnieje to zwierzę. W 1683 w Jakobstadt urodziła się Marta Skowrońska, przyszła żona cara Piotra I i caryca Rosji Katarzyna I. W 1721 całe miasto przeszło pod władzę rosyjską. 
W 1918 r. Jēkabpils i Krustpils znalazł się na terytorium niepodległej Republiki Łotewskiej, której niezależność ogłosiła w listopadzie 1918 r. Łotewska Rada Ludowa. Niecały miesiąc później, 11 grudnia 1918 r., oba miasta zostały zajęte przez Armię Czerwoną - 29 listopada Rosja Radziecka rozpoczęła ofensywę, której celem było zajęcie ziem łotewskich i stworzenie Łotwy komunistycznej. Jēkabpils i Krustpils pozostawały pod kontrolą Łotewskiej SRR do początku czerwca roku następnego. 4 czerwca zostały opanowane przez wojska estońskie, wspierające rząd łotewski. Po zakończeniu wojny o niepodległość Łotwy Jēkabpils jeden z ważnych ośrodków suwerennej republiki. W 1962 Krustpilis i Jēkabpils połączyły się, tworząc jedno miasto.

## Turystyka
Jēkabpils zachował swój oryginalny charakter miasta handlowego. W najstarszej części miasta zachowała się niska zabudowa z XVII i XVIII wieku, z wieloma małymi sklepikami. W wielokulturowym mieście znajduje się również wiele świątyń różnych wyznań.

## Gospodarka
W mieście rozwinął się przemysł materiałów budowlanych, spożywczy, odzieżowy oraz elektrotechniczny. Ponadto wyrabia się w mieście instrumenty muzyczne.

## Miasta partnerskie
Miasta partnerskie Jēkabpils:
- Czerwionka-Leszczyny, Polska (27.06.2004)
- Lida, Białoruś
- Maardu, Estonia (16.02.2003)
- Melle, Niemcy (5.09.1992)
- Qaraçuxur, Azerbejdżan (16.08.2012)
- Rakiszki, Litwa (11.03.2010)
- Sokołów Podlaski, Polska (11.1992)